# توکوهیمه
توکوهیمه (به ژاپنی: 徳姫) یا گوتوکوهیمه (به ژاپنی: 五徳姫) (۱۱ نوامبر، ۱۵۵۹ – ۱۶ فوریه، ۱۶۳۶) دختر دایمیوی ژاپنی اودا نوبوناگا بود. او با ماتسودایرا نوبویاسو، فرزند اول توکوگاوا ایه‌یاسو ازدواج کرد. از او همچنین به عنوان فرد مسئول مرگ همسرش و مادر او، زن ایه‌یاسو، تسوکی‌یاما-دونو یاد می‌شود.

## زندگی
قرار ازدواج توکوهیمه با پسر پنج ساله توکوگاوا ایه‌یاسو، ماتسودایرا نوبویاسو در سال ۱۵۶۳، در هنگامی که او خودش تنها پنج ساله بود گذاشته شد. ازدواج او با انگیزه‌های سیاسی بود و به جهت اتحاد بین توکوگاوا ایه‌یاسو و اودا نوبوناگا صورت گرفت. این دو در سال ۱۵۶۷ ازدواج کردند.
بعد از گذشت چند سال توکوهیمه و نوبویاسو کاملاً به یکدیگر علاقه‌مند شدند، هر چند مادر شوهر توکوهیمه تسوکی‌یاما-دونو، زندگی بسیار دشواری برای آن‌ها به وجود آورده بود و در مورد مسائل بین او و همسرش دخالت می‌کرد. تسوکی‌یاما-دونو به عنوان یک زن حسود و ناسازگار شناخته می‌شود، و حتی شوهرش ایه‌یاسو حاضر به زندگی مشترک با او در یک خانه نبود. او اولین دختر خود را در سال ۱۵۷۶ و دومین دختر را در سال ۱۵۷۷ به دنیا آورد. از آنجایی که توکوهیمه نتوانسته بود پسری برای جانشینی نوبویاسو به دنیا بیاورد، تسوکی‌یاما-دونو به این بهانه یکی از دختران خاندان تاکدا را به عقد پسرش به عنوان همسر غیر اصلی (سوکوشیتسو) درآورد و این عملی تحریک‌کننده برای توکوهیمه بود. هنگامی که او بیست ساله شد، به اندازه کافی بخاطر دخالت مادر شوهرش رنج کشیده بود. توکوهیمه مصمم شد از مادرشوهرش انتقام بگیرد.

## فرضیه رایج حادثه نوبویاسو
بر طبق نوشته میکاوا مونوگاتاری که در دوره ادو نگاشته شده‌است، توکوهیمه در نامه‌ای به پدرش، اودا نوبوناگا، نوشت که مادرشوهرش با تاکدا کاتسویوری در مکاتبه است. تاکدا کاتسویوری یکی از بدترین دشمنان پدرش اودا نوبوناگا بود. نوبوناگا این ظن خیانت را به متحد خود ایه‌یاسو اطلاع داد و خواستار اعدام عاملان این خیانت شد، او نیز به سرعت همسر خود را به زندان فرستاد. به علت اینکه برای ایه‌یاسو حفظ اتحاد با نوبوناگا بسیار ضروری بود، این اتهامات کاملاً جدی گرفته شد و از آنجائیکه همسر و پسرش رابطهٔ بسیار نزدیکی با هم داشتند، در نتیجه ایه‌یاسو مجبور شد پسر خود را نیز تحت بازداشت قرار دهد.
با اینکه هیچ شواهد قطعی از خیانت پیدا نشد، اما ایه‌یاسو برای آرام کردن متحد خود، دستور اعدام همسرش را در سال ۱۵۷۹ صادر کرد و همسر او گردن زده شد. گر چه ایه‌یاسو اعتقادی به خیانت پسرش نداشت، اما جهت جلوگیری از انتقام او برای اعدام و مرگ مادرش، دستور داد پسرش به روش هاراکیری خودکشی کند. مراسم هاراکیری نوبویاسو در قلعه فوتاماتا برگزار شد.

## رد فرضیه کشته شدن نوبویاسو به دستور نوبوناگا
به تازگی فرضیه‌های جدیدی در مورد مرگ نوبویاسو به دستور خود ایه‌یاسو مطرح شده‌است و فرضیه دستور نوبوناگا بر اثر نامه توکوهیمه اعتبار خود را به عنوان فرضیه رایج و برتر از دست داده‌است.